# 1931 az irodalomban
Az 1931. év az irodalomban.

## Megjelent új művek

### Próza
- Pearl S. Buck: The Good Earth (Az édes anyaföld / A boldogság ára)
- Willa Cather: Shadows on the Rock (Árnyékok a sziklán)
- Agatha Christie: The Sittaford Mystery (A Sittaford-rejtély)
- William Faulkner: Sanctuary (Szentély)
- Carlo Emilio Gadda olasz író első prózakötete: La madonna dei filosofi
- Emma Goldman amerikai író: Living My Life (Élem az életem)
- Dashiell Hammett: The Glass Key (Az üvegkulcs)
- Ilf és Petrov orosz, szovjet szerzőpár szatirikus regénye: Золотой телёнок, Zolotoj tyeljonok (Az aranyborjú)
- Halldór Laxness izlandi író regénye: Salka Valka
- Erich Maria Remarque regénye: Der Weg zurück (Győztesek és legyőzöttek), a Nyugaton a helyzet változatlan folytatása
- Antoine de Saint-Exupéry francia író regénye: Vol de nuit (Éjszakai repülés)
- Upton Sinclair regénye: Roman Holiday (Római látomás)
- Virginia Woolf regénye: The Waves (Hullámok)
- P. G. Wodehouse:
  - Big Money (Rengeteg pénz)
  - If I Were You (Fodrász és főnemes)
- Marguerite Yourcenar belga születésű amerikai író első regénye: La Nouvelle Eurydice (Az új Euridiké)

### Költészet
- Louis Aragon kötete: Persécuté persécuteur (Üldözött üldöző)

### Dráma
- Jean Giraudoux drámája: Judith, bemutató
- Ödön von Horváth: Geschichten aus dem Wiener Wald (Mesél a bécsi erdő)
- Eugene O’Neill tizenhárom felvonásos drámatrilógiája: Mourning Becomes Electra (Amerikai Elektra), bemutató; az eredeti cím magyar fordítása: Elektrának illik a gyász
- Carl Zuckmayer német szerző szatirikus színdarabja: Der Hauptmann von Köpenick (A köpenicki kapitány), bemutató

### Magyar irodalom
- Illyés Gyula versei: Sarjúrendek
- József Attila verseskötete:Döntsd a tőkét, ne siránkozz
- Radnóti Miklós verseskötete: Ujmódi pásztorok éneke
- Babits Mihály: A torony árnyéka (novellák)
- Gelléri Andor Endre regénye:A nagymosoda
- Kuncz Aladár:
  - Fekete kolostor, emlékirat és regény
  - Felleg a város felett, regény
- Zilahy Lajos regénye: A szökevény (1930 vagy 1931)
- Németh László drámája: Bodnárné

## Születések
- január 6.– Edgar Lawrence Doctorow amerikai író, esszéista († 2015)
- február 9. – Thomas Bernhard osztrák író, a 20. század második felének egyik legjelentősebb német nyelvű szerzője († 1989)
- február 18. – Toni Morrison Nobel-díjas (1993) amerikai író, szerkesztő († 2019)
- április 1. – Rolf Hochhuth német esszé- és drámaíró
- április 15. – Tomas Tranströmer Nobel-díjas (2011) svéd író, költő, műfordító († 2015)
- június 12. – Poszler György magyar irodalomtörténész, esztéta, az irodalomesztétika neves kutatója († 2015)
- június 16. – Eörsi István író, költő, műfordító, publicista († 2005)
- július 10. – Alice Munro Nobel-díjas (2013) kanadai írónő, novellista
- augusztus 12. – Czigány György Erkel Ferenc-, Liszt Ferenc- és József Attila-díjas író, költő, újságíró, szerkesztő, zenei rendező, műsorvezető, érdemes művész
- október 26. – Szakonyi Károly magyar író, drámaíró, dramaturg
- december 18.– Gyurkovics Tibor magyar költő, író, pszichológus († 2008)

## Halálozások
- április 8. – Erik Axel Karlfeldt Nobel-díjas svéd író, költő (* 1864)
- április 10. – Halíl Dzsibrán libanoni származású amerikai maronita keresztény költő, filozófus, képzőművész (* 1883)
- június 24. – Kuncz Aladár író, szerkesztő, kritikus, műfordító, a Fekete kolostor szerzője (* 1885)
- október 21. – Arthur Schnitzler osztrák drámaíró (* 1862)